# Georg, hertug af Sachsen
Georg af Sachsen, tillige kaldet Georg den skæggede, (tysk: Georg der Bärtige) (født 27. august 1471 i Meissen, død 17. april 1539 i Dresden) var hertug af Sachsen-Meissen og Sagan fra 1500 til sin død 1539.
Han var søn af Albrecht III og tilhørte dermed den albertinske linje af huset Wettin, med Dresden som residensstad.
Hans stridigheder med den ernstinske kurfyrstlige linje af huset Wettin bestemte dels han kejserstøttende stilling i det Tysk-romerske riges indre politik, dels hans fjendtlighed over for reformationen. Han var en leder af det katolske parti i Tyskland blandt de verdslige fyrster og en af de drivende personligheder bag fremkomsten af aftalen i Dessau. Georg bekæmpede Luther i en række skrifter, og fik modsvar af denne.
Georg var ridder af den spansk-østrigske ridderorden Det Gyldne Skinds Orden.
Den 19. maj 1515 solgte Georg af Sachsen sine rettigheder til Groningen og Friesland til kejser Karl V. for 100.000 floriner.